# Campionati del mondo di corsa in montagna 1986
I Campionati del mondo di corsa in montagna 1986 si sono disputati a Morbegno, in Italia, il 5 ottobre 1986 sotto il nome di "World Trophy". Il titolo maschile è stato vinto da Alfonso Valicella, quello femminile da Carol Haigh. A livello maschile è stato disputato pure un "World Trophy" sulla distanza ridotta "Short".

## Uomini Seniores "Long distance"
Individuale
| Pos.    | Atleta              | Nazione        | Tempo    |
| ------- | ------------------- | -------------- | -------- |
| Oro     | Alfonso Valicella   | Italia         | 1h00'36" |
| Argento | Helmut Stuhlpfarrer | Austria        | 1h01'07" |
| Bronzo  | Charly Doll         | Germania Ovest | 1h02'25" |
| 4       | Beat Imhof          | Svizzera       | 1h03'11" |
| 5       | John Leniham        | Irlanda        | 1h03'16" |
| 6       | Costantino Bertolla | Italia         | 1h03'31" |
| 7       | Privato Pezzoli     | Italia         | 1h03'46" |
| 8       | Luigi Bortoluzzi    | Italia         | 1h03'49" |
| 9       | Ruedi Bucher        | Svizzera       | 1h04'01" |
| 10      | Wolfgang Münzel     | Germania Ovest | 1h04'47" |

Squadre
| Pos.    | Squadra        | Punti |
| ------- | -------------- | ----- |
| Oro     | Italia         | 16    |
| Argento | Svizzera       | 28    |
| Bronzo  | Germania Ovest | 30    |

## Uomini Seniores "Short distance"
Individuale
| Pos.    | Atleta             | Nazione     | Tempo  |
| ------- | ------------------ | ----------- | ------ |
| Oro     | Maurizio Simonetti | Italia      | 45'37" |
| Argento | Fausto Bonzi       | Italia      | 45'57" |
| Bronzo  | Renato Gotti       | Italia      | 46'40" |
| 4       | P. Alberto Tassi   | Italia      | 47'04" |
| 5       | Vito Cornolti      | Italia      | 47'23" |
| 6       | Davide Milesi      | Italia      | 47'35" |
| 7       | Rob Pilbeam        | Inghilterra | 47'40" |
| 8       | Lucio Fregona      | Italia      | 47'49" |
| 9       | Daniel Oppliger    | Svizzera    | 47'59" |
| 10      | Dave Cartridge     | Inghilterra | 48'02" |

Squadre
| Pos.    | Squadra     | Punti |
| ------- | ----------- | ----- |
| Oro     | Italia      | 7     |
| Argento | Italia 2    | 17    |
| Bronzo  | Inghilterra | 35    |

## Uomini Juniores
Individuale
| Pos.    | Atleta            | Nazione     | Tempo  |
| ------- | ----------------- | ----------- | ------ |
| Oro     | Franco Naitza     | Italia      | 29'55" |
| Argento | Robin Bergstrand  | Inghilterra | 30'12" |
| Bronzo  | Ezio Chappoz      | Italia      | 30'36" |
| 4       | Emiliano Milesi   | Italia      | 30'38" |
| 5       | Michael Steiner   | Svizzera    | 31'13" |
| 6       | Davide Zubiani    | Italia      | 31'14" |
| 7       | Antonio Molinari  | Italia      | 31'15" |
| 8       | Giacomino Lizzoli | Italia      | 31'16" |
| 9       | Martial Cuendet   | Svizzera    | 31'45" |
| 10      | Heinz Fellner     | Austria     | 31'55" |

Squadre
| Pos.    | Squadra     | Punti |
| ------- | ----------- | ----- |
| Oro     | Italia      | 8     |
| Argento | Inghilterra | 27    |
| Bronzo  | Italia 2    | 28    |

## Donne Seniores
Individuale
| Pos.    | Atleta               | Nazione        | Tempo  |
| ------- | -------------------- | -------------- | ------ |
| Oro     | Carol Haigh          | Inghilterra    | 34'14" |
| Argento | Valentina Bottarelli | Italia         | 34'59" |
| Bronzo  | Gaby Schütz          | Svizzera       | 35'22" |
| 4       | Helene Eschler       | Svizzera       | 36'05" |
| 5       | Anelise Weber        | Germania Ovest | 36'07" |
| 6       | Lucia Soranzo        | Italia         | 36'22" |
| 7       | Karin Möbes          | Svizzera       | 36'22" |
| 8       | Tatjana Smolnikar    | Jugoslavia     | 36'33" |
| 9       | Sonia Basso          | Italia         | 36'33" |
| 10      | Gemma Gaddo          | Italia         | 37'27" |

Squadre
| Pos.    | Squadra        | Punti |
| ------- | -------------- | ----- |
| Oro     | Svizzera       | 14    |
| Argento | Italia         | 17    |
| Bronzo  | Germania Ovest | 21    |

## Medagliere
| Posizione | Paese          | Oro | Argento | Bronzo | Totale |
| --------- | -------------- | --- | ------- | ------ | ------ |
| 1         | Italia         | 6   | 4       | 3      | 13     |
| 2         | Inghilterra    | 1   | 2       | 1      | 4      |
| 3         | Svizzera       | 1   | 1       | 1      | 3      |
| 4         | Austria        | 0   | 1       | 0      | 1      |
| 5         | Germania Ovest | 0   | 0       | 3      | 3      |